# I. e. 217
Évszázadok: i. e. 4. század – i. e. 3. század – i. e. 2. század
Évtizedek: i. e. 260-as évek – i. e. 250-es évek – i. e. 240-es évek – i. e. 230-as évek – i. e. 220-as évek – i. e. 210-es évek – i. e. 200-as évek – i. e. 190-es évek – i. e. 180-as évek – i. e. 170-es évek – i. e. 160-as évek
Évek: i. e. 222 – i. e. 221 – i. e. 220 – i. e. 219 –  i. e. 218 – i. e. 217 – i. e. 216 – i. e. 215 – i. e. 214 – i. e. 213 – i. e. 212

## Események

### Róma
- Caius Flaminiust és Cnaeus Servilius Geminust választják consulnak. Flaminius - akit az előző évi Lex Claudia megszavazásáért gyűlölt a szenátus - a szokásos ceremóniák nélkül Ariminumba siet, hogy átvegye az északi légiókat.
- Az év elején Hannibal elfoglalja Victumulaet, egy kisebb összecsapásban megsebesül, majd átkel az Appennineken és megfutamítja az előző évi consul, Sempronius seregét.
- A punok dél felé vonulva átkelnek az Arno folyón, kikerülik az Arretiumba érkező Flaminiust és feldúlják Faesulae és Perugia vidékét.
- Június 24: a Hannibalt üldöző Flaminius a Trasimenus-tó északi partján belesétál a punok csapdájába és a trasimenusi csatában Róma addigi történetének egyik legsúlyosabb vereségét szenvedi el. Mintegy 15 ezer római esik el, köztük maga a consul is. Ezután a punok bekerítik és megsemmisítik a Caius Centenius praetor vezette négyezer lovasból álló erősítést is.
- Hannibal ostrom alá veszi Spoletumot, de visszaverik és érzékeny veszteségeket szenved. Emiatt egyelőre letesz Róma ostromáról és inkább feldúlja Picenum és Luceria környékét.
- Rómában a vészhelyzet miatt Quintus Fabius Maximus Verrucosust dictatorrá nevezik ki, aki átveszi a másik consul, Cn. Servilius hadseregét (Servilius a flotta parancsnokságát kapja) és új légiókat toboroz. Q. Fabius elődei példájából okulva kerüli a közvetlen összecsapást, inkább a felperzselt föld taktikáját alkalmazza és dombvidékeken követi a pun sereget, ahol ellenfele erős lovassága nem érvényesül. Stratégiája miatt a dictator a Cunctator (Halogató) gúnynevet kapja.
- Hannibal feldúlja Samniumot és Campaniát, az őt követő római sereg pedig nem lép közbe. Emiatt Q. Fabius egyre népszerűtlenebbé válik Rómában és a saját katonái körében is. Amikor ceremoniális okokból visszahívják Rómába, lovassági főparancsnoka, Marcus Minucius Rufus engedély nélkül rátámad a portyázó punokra és mindkét félnek nagy veszteségeket okozó döntetlen eredményt ér el. A "győzelem" miatt azonban a népgyűlés egyenlő rangra emeli a dictatorral. Minucius megkapja a sereg felét, két légiót, és külön tábort állít fel. Hannibal kicsalja őt a táborából és nyílt csatára kényszeríti. A megsemmisüléstől csak Q. Fabius beavatkozása menti meg. A dictator ezután visszakapja régi jogkörét.
- Az előző évi consult, Publius Cornelius Scipiót Hispaniába küldik, ahol fivérével, Cnaeus Cornelius Scipio Calvusszal közösen az Ebro folyó torkolatánál megsemmisíti az ottani pun hajóhadat.

### Hellenisztikus birodalmak
- Június 22: a negyedik szíriai háborúban a Gáza melletti raphiai csatában az egyiptomiak döntő győzelmet aratnak a Szeleukida Birodalom csapatai mögött. A hellenisztikus világ egyik legnagyobb csatájában IV. Ptolemaiosz az addig szokásos görög zsoldosokon túl nagyszámú egyiptomi katonát is bevet, amely miatt a későbbiekben az egyiptomiak önbizalma megnő és több jogot követelnek.
- IV. Ptolemaiosz - főminisztere, Szoszibiosz tanácsára - nem használja ki teljesen a győzelmét, hanem a status quot alapul véve békét köt III. Antiokhosszal; csak az Antiókhiához közeli Szeleukeia Pieria kikötője kerül vissza a szeleukidákhoz.
- A szövetséges-háborúban V. Philipposz makedón király elfoglalja a thesszáliai Thébai Phthiótideszt és lakóit eladja rabszolgának. Pharoszi Démétriosz azt javasolja Philipposznak, hogy kössön békét Aitóliával és használja ki a rómaiak szorul helyzetét. A király tárgyalásokra hívja ellenfeleit és véget vet a három éve húzódó háborúnak.

## Halálozások
- Caius Flaminius, római hadvezér és államférfi
- Pinnész, illír király

## Fordítás
- Ez a szócikk részben vagy egészben  a(z)   217 BC című angol Wikipédia-szócikk ezen változatának fordításán alapul.  Az eredeti cikk szerkesztőit annak laptörténete sorolja fel. Ez a jelzés csupán a megfogalmazás eredetét és a szerzői jogokat jelzi, nem szolgál a cikkben szereplő információk forrásmegjelöléseként.